# Dimitrie Galeș
Dimitrie Galeș (n. 12 iulie 1899, Poieni-Solca, Austro-Ungaria – d. secolul al XX-lea) a fost un magistrat român, care a îndeplinit funcția de primar al municipiului Cernăuți (18 decembrie 1941 - 30 septembrie 1944) și a fost implicat în deportarea evreilor în Transnistria.
A fost prim-președinte al Tribunalului Cernăuți. Dimitrie Galeș a fost numit, prin delegație, primar al municipiului Cernăuți pe data de 18 decembrie 1941, când l-a înlocuit în funcție pe Traian Popovici. A fost eliberat din funcția de primar al municipiului Cernăuți pe data de 30 septembrie 1944. Dimitrie Galeș a continuat exilarea a cca. 5000 de evrei în lagărele de concentrare. 
A fost condamnat la închisoare după război.